# Atom Zombie Smasher
Atom Zombie Smasher es un videojuego de estrategia de tiempo real desarrollado por el desarrollador indie Blendo Games.  La finalidad del videojuego es  que el jugador rescate a tantos civiles como le sea posible ante una horda de zombis que llegó a la ciudad. Para esta finalidad se utiliza el rescate por intermedio de helicópteros y unidades militares especializadas en proteger civiles y eliminar zombis.

## Jugabilidad
El jugador debe salvar a tantos civiles como le sea posible en las varias regiones de Nuevos Aires, una ciudad ficticia que es invadida por zombis. Las regiones de la ciudad y los eventos en el juego utilizan generación procedimental, lo que mejora la rejugabilidad del videojuego.
En cada misión, el jugador debe rescatar civiles de hordas de zombis utilizando helicópteros y creando un puente aéreo. Los civiles y los zombis están representados por puntos de distintos colores lo cual se observa desde una perspectiva aérea. Antes de empezar cada misión, el jugador selecciona la zona de rescate para el puente aéreo y coloca sus unidades militares sobre el terreno. Al comenzar cada misión, el videojuego se juega en tiempo real con los zombis invadiendo la ciudad desde una o más direcciones. Cualquier civil alcanzado por un zombi se convertirá en zombi. Al anochecer los zombis aumentan en número lo que enfatiza la necesidad de rescatar civiles de forma eficaz. Algunas unidades militares pueden ser reposicionadas así como también utilizar capacidades como fuego de morteros o señuelos para zombis. El jugador debe rescatar un número mínimo de civiles en cada región para ganar la misión; y en el caso de fallar el jugador puede elegir entre repetir la misión o dar por perdida la región y continuar con una nueva misión.
Independientemente de que el jugador haya tenido éxito en una misión, o no, el mapa de la ciudad de Nuevos Aires, dividido por regiones, se verá afectado. Si el jugador ha sido capaz de eliminar todos los zombis de una región antes del anochecer, la misma pasará a estar bajo su control y los zombis no podrán retomarla. Si el jugador falla entonces la región se dará por perdida y pasará a estar controlada por los zombis. Al ganar misiones el jugador es premiado con nuevas unidades militares las cuales podrá utilizar en las próximas misiones. Estas unidades militares ganan puntos de experiencia al completar misiones, al rescatar civiles y al matar zombis; los cuales pueden ser luego utilizados para mejorar la efectividad de las mismas.
El videojuego también presenta un "Registro de victorias", en donde, al finalizar cada misión, tanto al jugador como a los zombis (manejados por el AI) se les otorgan puntos basados en la cantidad de regiones que controlan. Al alcanzar cantidades predefinidas de puntos se obtienen capacidades nuevas. Entre misiones ocurren nuevos brotes de la epidemia zombi lo que aumenta los niveles de presencia zombi en la ciudad. Si en alguna región este nivel es muy alto entonces la epidemia se extenderá a regiones contiguas.  Es en este momento cuando el jugador  selecciona su próxima misión, y elegirá qué unidades militares llevará a cada misión. El objetivo final del jugador es el de erradicar la presencia zombi de la ciudad.

## Desarrollo
Atom Zombie Smasher está basado en SFML. Brendon Chung, el único desarrollador de Blendo Games, declaró que el desarrollo del videojuego tomó aproximadamente siete meses de trabajo tras unos cuantos meses de prototipado. El objetivo de Chung fue el de hacer un videojuego en el que el jugador debe hacer sacrificios sobre la marcha ya que no puede salvar a todos los civiles sino solo a parte de ellos; el escenario de un ataque de zombis a una ciudad altamente poblada encaja con este concepto. Durante la creación de Atom Zombie Smasher, Chung se focalizó principalmente en la generación procedimental, la cual fue utilizada para el diseño de la ciudad y sus regiones, los acontecimientos afectando a la ciudad y los recursos disponibles al jugador, además de otros aspectos en el videojuego. Chung evitó utilizar gráficos detallados para los civiles y zombis ya que la representación minimalista con un simple punto permitía a los jugadores evaluar la situación de un simple vistazo.

## Recepción
Rock, Paper, Shotgun calificó al videojuego de forma positiva, destacándolo como novedoso e inteligente . La revista Edge escribió que el videojuego es un buen ejemplo de que si " necesitábamos otro  videojuego de zombis después de todo".
Atom Zombie Smasher fue uno de los diez videojuegos indies presentados en PAX 2011 . El videojuego fue parte del tercer Humble Indie Bundle dedicado a videojuegos indies. En el 2011 Gamasutra lo nombró el décimo mejor videojuego indie y el cuarto mejor juego exclusivo para PC del año. El título estuvo nominado como finalista para el premio "Excelencia en Diseño" en IGF 2012 y fue uno de los diez finalistas en el Desafío Indie de la  Academia de Ciencias & Artes Interactivas.
En GDC 2012 Chung reveló que, sin contar las ventas en el Humble Indie Bundle, vendió 100,000 copias del videojuego hasta diciembre de 2011, con más de 95% de las ventas proviniendo de Steam.